# Pierre Apsélamos
Pierre Apsélamos ou Pierre Balsamos († 11 janvier 309) est un martyr à Césarée, sous le règne de Maximien. Pierre Balsame était originaire de Palestine et vivait à la fin du IIIe et au début du IVe siècle. Il connut les derniers temps des violentes persécutions de cette époque précédant la paix constantinienne. Il est fêté le 11 janvier.

## Biographie
D'après Eusèbe de Césarée, qui écrit à Césarée peu après les événements qu'il raconte, il est né à Anéa (Aneia) près d'Éleuthéropolis et fut brûlé vif, avec un évêque marcionite (Asclépios), après avoir été emprisonné par le gouverneur Sévère, qui lui demandait de sacrifier aux dieux.
D'après les Acta Sanctorum, qui reproduisent un document traduit du grec où il est appelé Pierre Balsamos, il fut crucifié à Aulana (en Samarie ?, près d'Hébron ?). Pour certains (Le Nain de Tillemont, etc.) il s'agit d'un autre Pierre, confondu avec le martyr de Césarée.
La tradition rapporte que soumis à la torture Pierre continue de chanter les cantiques devant ses bourreaux. Du coup, le gouverneur décide de le crucifier, comme Jésus. Le lieu du martyr est incertain, soit Aulone, proche de sa ville natale, soit plus probablement Césarée, chez le gouverneur.
Sa mémoire est célébrée le 11 janvier,, mais une source (Nominis), indique comme date le 3 janvier.